# Cao Thụ

Vị trí tại Bình Đông

Cao Thụ (tiếng Trung: 高樹鄉; bính âm: Gāoshù Xiāng) là một hương (xã) của huyện Bình Đông, tỉnh Đài Loan, Trung Hoa Dân Quốc (Đài Loan). Hương nói chung cói địa hình bằng phẳng, phía đông giáp với dãy núi Trung ương. Kinh tế trong hương chủ yếu dựa vào lĩnh vực nông nghiệp, ngoài ra ngành du lịch cũng rất có tiềm năng do một phần khu phong cảnh quốc gia Mậu Lâm nằm trên địa bàn Cao Thụ. Diện tích của hương là 90,1522 km², dân số vào tháng 8 năm 2011 là 26.468 người thuộc 9.410 hộ gia đình, mật độ cư trú đạt 293,6 người/km².